# Kamenica (gmina Koceljeva)
Kamenica (cyr. Каменица) – wieś w Serbii, w okręgu maczwańskim, w gminie Koceljeva. W 2011 roku liczyła 542 mieszkańców.